# Peter Anker (Kunsthistoriker)
Peter Anker als Konservator im Norsk Folkemuseum
Foto von 1960, DigitaltMuseum

Link zum Bild

Peter Anker, gelegentlich auch Peter Martin Anker, (* 22. August 1927 in Bergen; † 22. Dezember 2012 ebenda) war ein norwegischer Kunsthistoriker und Museumsdirektor. Schon als Student verteidigte er die zeitgenössische Kunst in Zeitungsartikeln, die Polemiken auslösten. Er arbeitete als Konservator am Norsk Folkemuseum und war ab 1965 fast dreißig Jahre lang Direktor des Vestlandske Kunstindustrimuseums in Bergen, dessen Sammlungen und Ausstellungen er modernisierte. Zeitgleich veröffentlichte er zahlreiche Bücher über die norwegische Volkskunst.

## Familie
Peter Anker ist ein Spross der bekannten norwegischen Familie Anker. Sein Urgroßvater Herman Anker (1839–1896) gründete 1864 in Vang die erste Volkshochschule Norwegens, die Sagatun Folkehøyskole. Sein Großvater Peter Martin Anker (1872–1903) und sein Vater Herman Anker (1901–1970) waren Ärzte. Peter Anker entsprang der 1926 geschlossenen zweiten Ehe seines Vaters, mit Charlotte Amalie Meyer (1897–1985).
Peter Anker selbst war dreimal verheiratet. Die erste Ehe mit Liv Løberg (* 30. Januar 1932; † 24. April 1986), Tochter von Frithjof und Signe Løberg, wurde geschieden. Am 27. Oktober 1973 heiratete er Inger Kiær, geborene Løvenskiold (* 8. April 1933), Tochter des Ornithologen und Heraldikers Herman Leopoldus Løvenskiold (1897–1982) und der Rachel Marie („Mia“) Ingebrigtsen (* 1907). Auch diese Ehe wurde aufgelöst. Am 7. April 1987 ehelichte er Inger Johanne Brautaset (* 3. Mai 1944).

## Leben und Werk
(Quelle:)

### Student

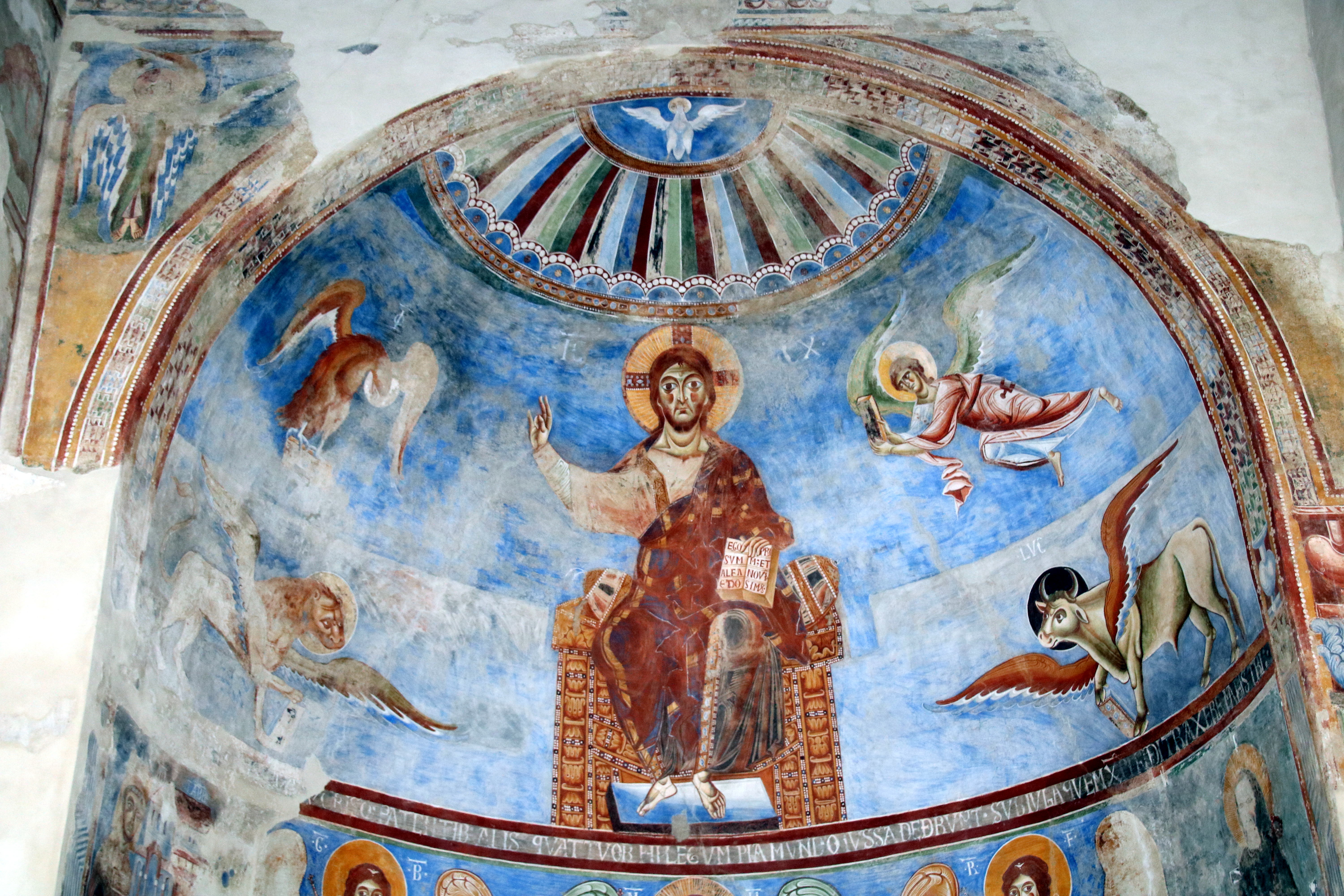
Romanische Fresken in Sant’Angelo in Formis, Thema der Magisterarbeit von Peter Anker

Als Jugendlicher zog Peter Anker mit seiner Familie mehrmals um; in seiner Geburtsstadt Bergen hielt er sich mehrmals für längere Zeit auf. Hier legte er auch 1946 an der Domschule sein Examen artium (Abitur) ab. Er begann ein Studium an der Statens håndverks- og kunstindustriskole (SHKS) in Oslo. Das erste Jahr an dieser Kunstgewerbeschule (die 1996 in die Kunsthochschule Oslo integriert wurde) diente als Propädeutikum zur Orientierung der Studenten und als Entscheidungshilfe für die Auswahl der späteren Fachrichtung. Obwohl Peter Anker das Zeichnen liebte, verbrachte er die meiste Zeit mit der Redaktion der Studentenzeitung Acantus. Diese Einsicht veranlasste ihn, statt Künstler zu werden, Kunstgeschichte zu studieren.
Ab 1948 studierte er an der Universität Oslo und war Schüler von Anders Bugge bzw. Hans Peter L’Orange, Kapazitäten für mittelalterliche bzw. spätantike Kunst. 1954 schloss er das Studium der Kunstgeschichte mit dem Magistergrad (mag. art.) ab. Das Thema seiner Magisterarbeit hatte Peter Anker auf einer Studienreise nach Italien gefunden, als er in Capua die Kirche der Benediktinerabtei Sant’Angelo in Formis entdeckte. Er beschrieb deren (gut erhaltene) romanische Fresken aus dem 11. Jahrhundert, in deren Malweise sich römisch-frühchristliche, byzantinische und karolingische Merkmale vermischen.

### Kunstkritiker

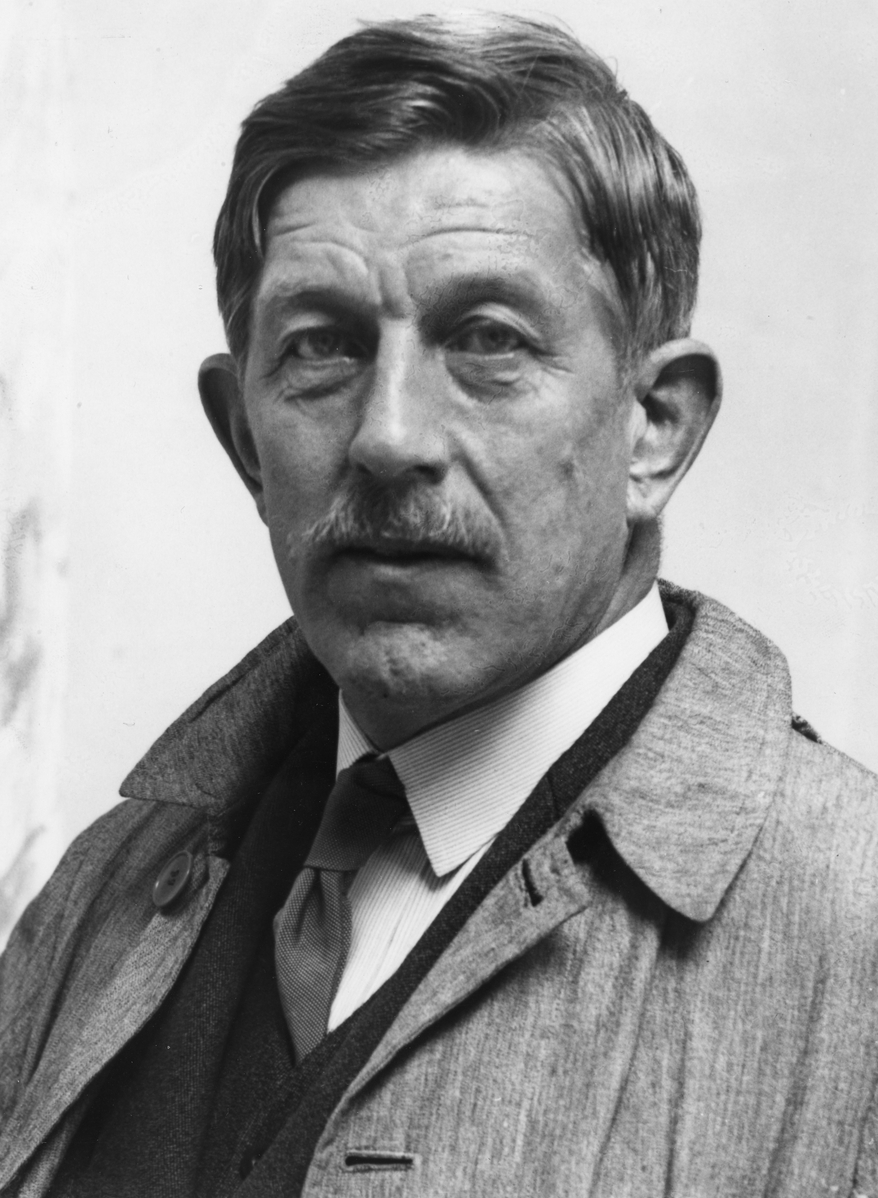
Henrik Sørensen, etablierter Künstler der 1950er Jahre (Foto circa 1935–1940)

Schon als Schüler in Bergen hatte Peter Anker Kunstkritiken verfasst; und in seiner Studienzeit belieferte er Zeitungen wie Kunsten idag und Dagbladet mit Rezensionen über zeitgenössische Kunst. Sein Artikel Tradisjon og impuls (Tradition und Impuls), der 1952 im Dagbladet erschien, behandelte den Konflikt in der norwegischen Kunstszene zwischen der von Henrik Sørensen angeführten etablierten Nationalkunst und den jungen Künstlern, die sich die internationale abstrakte Kunst als Vorbild nahmen. Der Artikel erregte großes Aufsehen und eine harsche Reaktion seitens Sørensens, verschaffte aber Peter Anker „eine herausragende Stellung in der norwegischen Kunstkritik.“ Bis 1965 rezensierte Anker die Kunst der Zeitgenossen; davon in den Jahren 1961–1965 im Rahmen einer festen Anstellung als Kritiker beim Arbeiderbladet.

### Kurator

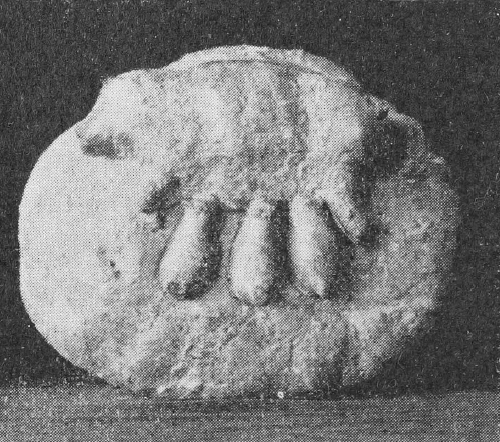
Küchenform aus Hafslo in Form einer säugenden Sau. Norsk Folkemuseum

Bereits im Jahr seines Studienabschlusses 1954 erhielt Peter Anker die Stelle eines Kurators bei der Landslaget Kunst i Skolen (Landesverband für Kunst an Schulen) und hatte diese bis 1957 inne. 1958 wurde er vom Norsk Folkemuseum (Norwegisches Volksmuseum) in Oslo in der Abteilung für bäuerliche Kultur als Konservator angestellt. Von diesem Museum und der dort ausgestellten Volkskunst „war er schon früh fasziniert“ gewesen. Im Folkemuseum durfte er Ausstellungen organisieren und die dazugehörigen Kataloge redigieren und Texte für sie verfassen. Und er lernte die Objekte kennen, die er in seinen ab den 1970er Jahren erschienenen Büchern würdigte. Zusammen mit István Rácz verfasste er 1970 bzw. 1975 je ein Werk über die norwegische mittelalterliche bzw. volkstümliche Kunst. Ein weiteres Buch, Folkekunst i Norge, erschien 1975 zum ersten Mal und 1998 (als er schon im Ruhestand war) in einer erweiterten Fassung. Peter Anker veröffentlichte auch über Detailfragen, so über Kister og skrin (Truhen und Schatullen) und mehrfach über Stabkirchen.

### Museumsdirektor

Permanenten. Vestlandske Kunstindustrumuseum, erbaut 1896 von Henry Bucher

1965 wurde Peter Anker zum Direktor des Vestlandske Kunstindustrimuseums in Bergen berufen; er blieb in dieser Stellung 29 Jahre lang, bis er 1994 in den Ruhestand versetzt wurde. Er kümmerte sich um die Errichtung „eines lang erwarteten Erweiterungsbaus“ und um die inhaltliche Modernisierung der Sammlung. Er öffnete das Museum für die zeitgenössische Kunst und für das moderne Handwerk. „Er initiierte ein umfangreiches Ausstellungsprogramm, in dem norwegisches und ausländisches Kunsthandwerk, Design und Textilkunst vorgestellt wurden.“ Der Erweiterungsbau bot Platz für die Neuaufstellung der Sammlung chinesischer Kunst, die Johan Munthe (1864–1935) dem Museum zu Beginn des 20. Jahrhunderts geschenkt hatte. Außerdem wurde eine neue Kinosammlung eingerichtet (1994).
1987 konnte das 100-jährige Jubiläum des Vestlandske Kunstindustrimuseums gefeiert werden, auch durch eine von Peter Anker mitverfasste Festschrift. 2012 wurde das Museum mit anderen in Bergen zum Kode Kunstmuseer og komponisthjem zusammengelegt, behielt aber sein eigenständiges Gebäude und Ausstellungsprogramm: Der 1896 von Henry Bertram Bucher (1864–1944) im Neorenaissancestil errichtete Monumentalbau wurde ab 2013 als KODE 1 bezeichnet, trägt aber seit 2023 den Namen Permanenten. (Er war ursprünglich für die Dauerausstellung errichtet worden.)

### Professor
Peter Anker war ab 1971 auch Professor II (etwa: außerordentlicher Professor) für Kunstgeschichte an der Universität Bergen.

## Werke (Auswahl)

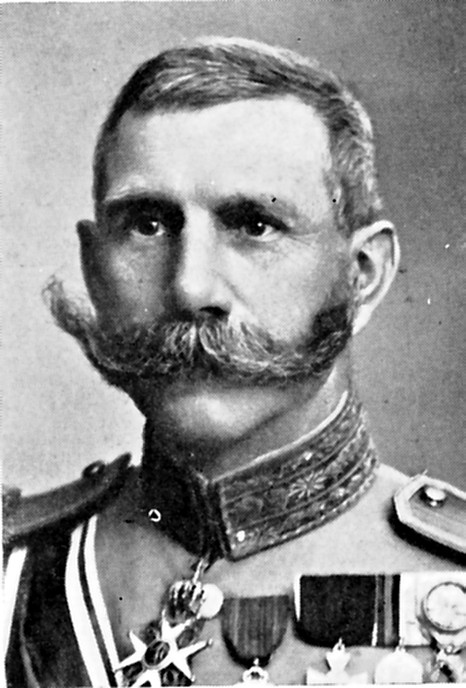
Johan Munthe (1864–1935), chinesischer General mit norwegischen Wurzeln, Kunstsammler und Museumsmäzen.

### Als Verfasser
- (Mit Aron Andersson:) The Art of Scandinavia. Hamlin, London 1970. Band 1: ISBN 0-600-10006-5. Band 2: ISBN 0-600-10007-3.
- (Mit István Rácz:) Norsk middelalderkunst. (Einleitung und Bilderklärungen von Peter Anker.) Cappelen, Oslo 1970.
  - Englische Ausgabe: Medieval Norwegian art. Cappelen, Oslo 1970.
- Kilder og hav. En Middelhavs-farer på streiftog østover. (Quellen und Meer. Ein Mittelmeerreisender auf einem Streifzug nach Osten.) Gyldendal, Oslo 1973, ISBN 82-05-05982-9 | 8205059810.
- (Mit István Rácz:) Norsk folkekunst. (Text und Bilderklärungen von Peter Anker.) Cappelen, Oslo 1975.
- Kister og skrin. (Truhen und Schatullen.) Huitfeldt, Oslo 1975, ISBN 82-7003-212-3 | 8270030198 | 8270030074.
- Folkekunst i Norge. Cappelen, Oslo 1975, ISBN 82-02-03254-7 | 8202032539.
- De norske stavkirker. (Die norwegischen Stabkirchen), Bergen 1979.
- (Mit Brynjulf Alver, Signy Børsheim:) Vestlandske kunstindustrimuseum 100 år. Et jubileumsskrift. Vestlandske kunstindustrimuseum, Bergen 1987, ISBN 82-7129-062-2.
- (Mit Vibeke Mohr:) Husflid. Levende tradisjoner. (Häuslicher Fleiß. Lebendige Traditionen.) Oslo, Grøndahl Dreyer / Norges Husflidslag, 1994, ISBN 82-504-2089-6.
- Stavkirkene. Deres egenart og historie. (Die Stabkirchen. Ihre Einzigartigkeit und Geschichte.) Cappelen, Oslo 1997, ISBN 82-02-15978-4.
- Folkekunst i Norge. Kunsthåndverk og byggeskikk i det gamle bondesamfunnet. (Volkskunst in Norwegen. Kunsthandwerk und Baupraktiken in der alten bäuerlichen Gemeinschaft.) Cappelen, Oslo 1998, ISBN 82-02-17000-1.
- (Mit Marion Dybing:) Norsk folkekunst. Kunsthåndverk og byggeskikk i det gamle bondesamfunnet. Cappelen, Oslo 2004, ISBN 82-02-23839-0.
- (Mit Jiří Havran:) Hardanger og fjorden. (Hardanger und der Fjord.) Hardanger Folkemuseum, Oslo 2005, ISBN 82-91399-26-3.

### Als Redakteur bzw. Herausgeber
- (Mit Henning Gran:) Illustrert norsk kunstnerleksikon. Stemmeberettigede malere, grafikere/tegnere, billedhoggere. (Illustrierte norwegische Enzyklopädie der Künstler: Maler, Grafiker, Zeichner, Bildhauer.) Broen, Oslo 1956.
- (Mit Kjell Bækkelund, Eilif Straume:) Norske klassikere. Portretter av store norske kunstnere innen litteratur, billedkunst og musikk fra 1600-tallet til vårt eget århundre. (Norwegische Klassiker. Porträts großer norwegischer Künstler aus Literatur, bildender Kunst und Musik vom 17. Jahrhundert bis in unser Jahrhundert.) Tiden, Oslo 1985, ISBN 82-10-02680-1.